# Archivio di Stato di Siena
Das Archivio di Stato di Siena (dt. Staatsarchiv von Siena) befindet sich im historischen Palazzo Piccolomini in der Via Banchi di Sotto, Ecke Via Rinaldini. Es ist eine Außenstelle des Kulturministeriums und verwahrt auf gesetzlicher Grundlage die historischen Dokumente der öffentlichen Verwaltung der Provinz Siena sowie andere Archive oder Dokumentensammlungen von historischer Bedeutung, die durch freiwillige Hinterlegung, zeitweilige Verwahrung, Schenkung oder Kauf erworben wurden.
Sie ist eine der umfangreichsten in Italien und enthält Dokumente vom 8. Jahrhundert bis zur Gegenwart.

## Geschichte
Das Staatsarchiv von Siena wurde durch ein Motu proprio des Großherzogs Leopold II. am 17. November 1858 gegründet, als die von Francesco Bonaini in der Toskana angeregten historischen Studien wieder aufgenommen wurden. Es wurde im Palazzo Piccolomini eingerichtet, wo die Dokumente noch heute aufbewahrt werden.
Hier konzentrierten sich drei Archivkomplexe: das der riformagioni (auch Regierungsarchiv genannt), das Vertragsarchiv (auch Notariatsarchiv genannt) und das Diplomatenarchiv. Zwischen 1863 und 1875 kam es zu einem beträchtlichen Anwachsen der Urkundenbestände, da die alten Ämter aufgelöst und ihre Archive zusammengelegt wurden. Im Jahr 1864 wurde das Staatsarchiv von Siena auch um die Tafelbilder bereichert, die so genannten Biccherna-Tafeln, die die Titelseiten der Gesetzbücher der Biccherna und anderer Magistrate der mittelalterlichen Gemeinde Siena bildeten.
In der Folgezeit wurde die Häufung des Materials nicht nur durch den Zugang von Akten staatlicher Stellen, sondern auch durch den Erwerb von Familienarchiven, die spontan von Privatpersonen gespendet oder abgegeben wurden, verstärkt.

## Kulturgut

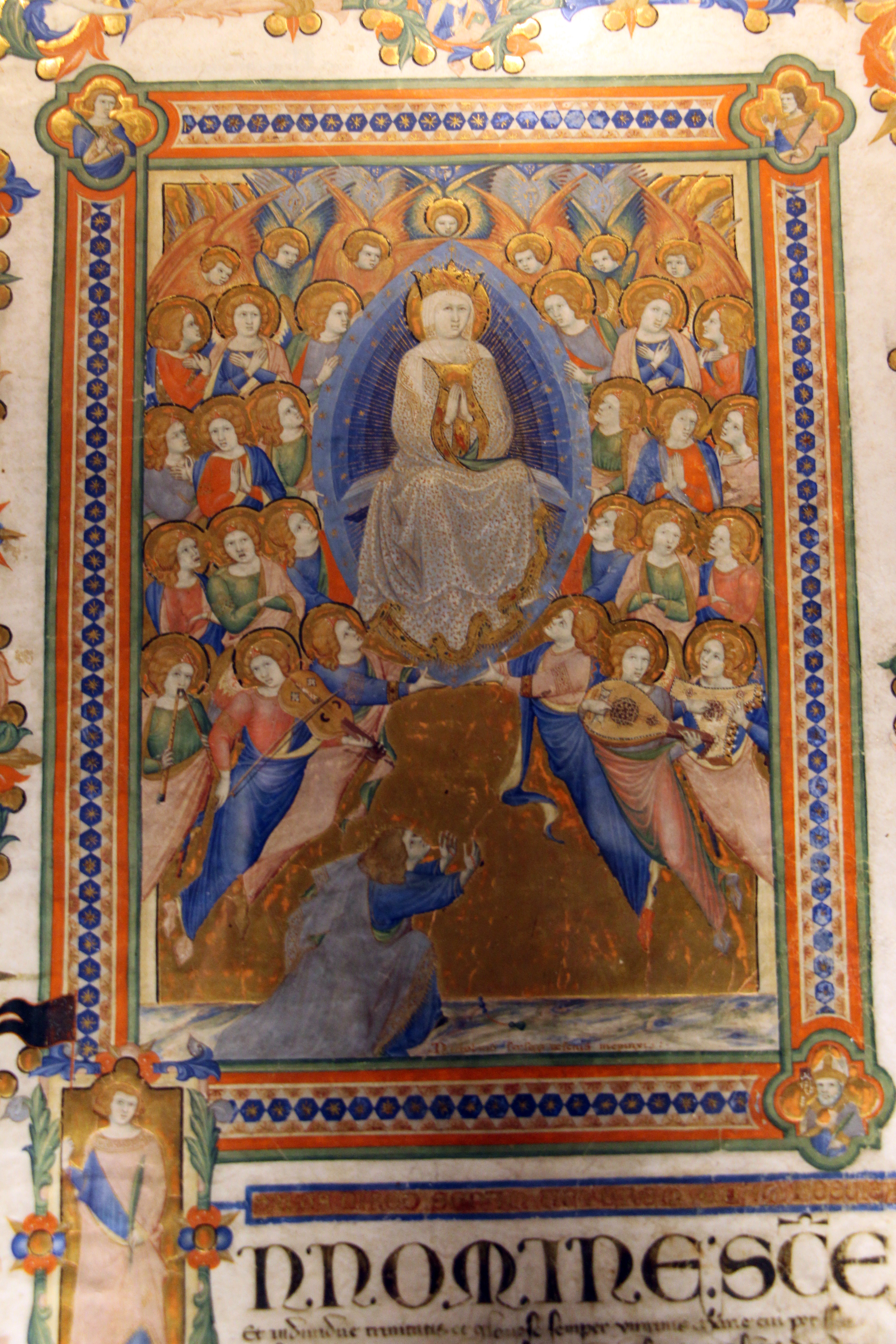
Der "Caleffo bianco o dell'Assunta", mit Maria Himmelfahrt von Niccolò di ser Sozzo, 1334–36

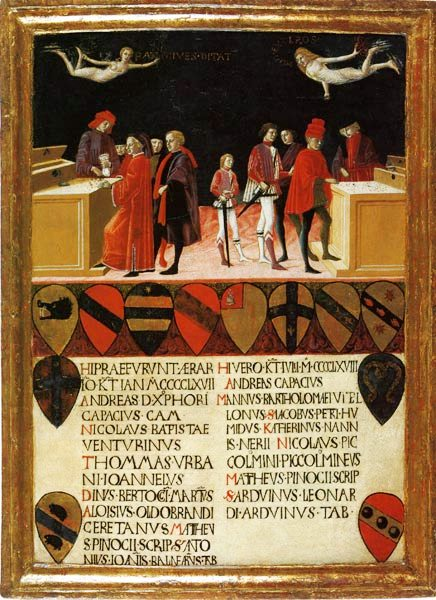
Benvenuto di Giovanni, Die Finanzen der Kommune in Friedens- und Kriegszeiten, 1468

Das Archiv verwahrt ca. 60.000 Pergamente, Beschlüsse und Statuten der Republik, Papiere und Akten der Justiz- und Finanzverwaltung (die berühmten „Biccherna“) usw.
Einige der wichtigsten Dokumente werden in wechselnden Ausstellungen gezeigt, wie die über die Figuren der Göttlichen Komödie (Autographen von Brunetto Latini und Petrus de Vinea, das Bündnis zwischen Farinata degli Uberti und den Ghibellinen von Siena, die Verurteilung von Casella und Cecco Angiolieri, die Diplome Manfreds und Konradins...) oder die kaiserlichen Diplome (ab 818) oder die Papsturkunden (ab 992).
Unter anderem werden hier das Testament von Giovanni Boccaccio, Autographen von Pius II., Cesare Borgia, Hl. Franz von Sales, Isotta degli Atti, Bianca Cappello, Johanna II. von Neapel, Caterina de’ Medici usw. aufbewahrt. Unter den Künstlerkorrespondenzen finden sich Briefe von Jacopo della Quercia, Sodoma, Baldassare Peruzzi, Sano di Pietro. Unter den Dokumentationen berühmter Werke jene, die sich auf die Maestà des Doms von Siena, die Fonte Gaia und die Kanzel des Doms von Siena beziehen.
Zahlreiche Dokumente erzählen die Geschichte der Stadt, der Ketzer, der Heiligen, des Handels, der Sieneser Universität, der Belagerung und Eroberung der Stadt, der Herrschaft der Medici und des Palio. Berühmt unter den illuminierten Statuten sind der Caleffo dell’Assunta von Niccolò di ser Sozzo oder die Statuto di Mercanzia von Sano di Pietro; andere Miniaturen stammen aus dem 12. bis 17. Jahrhundert.
Die Übernahme der historischen Methode zur Ordnung der Bestände hat die ursprüngliche Unterteilung der drei Archivkomplexe verändert; auch die ursprüngliche Dreiteilung in eine politische, eine wirtschaftliche und eine juristische Abteilung, wie sie noch im Handbuch von 1910 zu finden ist, wurde inzwischen aufgegeben. Alte, künstlich gebildete Mischbestände wurden so weit wie möglich aufgelöst, so dass jeder Archivbestand in seiner Gesamtheit das Amt repräsentiert, aus dem er hervorgegangen ist. Diese Veränderungen spiegeln sich in einer großen Anzahl von Inventaren wider, von denen einige auch gedruckt wurden. Diese wurden in jüngster Zeit überarbeitet und vervollständigt und mündeten schließlich – nach vollständiger Kenntnis des gesamten Archivmaterials – in einen speziellen dreibändigen Führer, das Guidainventario dell'Archivio di Stato di Siena, der zwischen 1951 und 1977 veröffentlicht wurde. Das Vorhandensein eines solchen, sehr viel analytischeren Nachschlagewerkes kann in der Tat eine zusammenfassende Beschreibung von Institutionen und Beständen in bestimmten Fällen erklären: Dies gilt insbesondere für die diplomatischen Archive, die Notariatsarchive und die Kirchenarchive. Forschungen über Siena und sein Territorium müssen natürlich auch im Staatsarchiv Florenz durchgeführt werden, in dem unter anderem zahlreiche Pergamente über die Stadt und einzelne Ortschaften der heutigen Provinz, vor allem von religiösen Körperschaften, aufbewahrt werden.

### Sammlung der Biccherna-Tafeln
Ein Saal des Archivs beherbergt die Sammlung der Biccherna-Tafeln. Dabei handelt es sich um bemalte Holzdeckel von Rechnungsbüchern der Finanzverwaltungen der Magistrate von Biccherna und Gabella, die oft von den bedeutendsten sienesischen Künstlern der Zeit stammen und den Zeitraum von 1258 bis 1682 abdecken. Zu nennen sind Ambrogio Lorenzetti, Giovanni di Paolo, Taddeo di Bartolo, il Vecchietta, Sano di Pietro, Francesco di Giorgio, Guidoccio Cozzarelli und Domenico Beccafumi.
Hinzu kommen weitere Tafeln von Büchern des Ospedale Santa Maria della Scala und anderer sienesischer Institutionen und Magistrate.